# Baba Brinkman
Pour les articles homonymes, voir Brinkman.
Dirk Murray « Baba » Brinkman (né le 22 octobre 1978) est un rappeur et dramaturge canadien connu pour ses enregistrements et ses spectacles qui combinent la musique hip hop avec la littérature, le théâtre et la science. 

## Jeunesse
Né dans une communauté éloignée de Colombie-Britannique, dans une cabane en rondins construite par ses parents, Brinkman est le fils de Joyce Murray, membre du Parlement du Canada, et Dirk Brinkman, dont l'entreprise a planté plus d'un milliard d'arbres. Il est l'aîné de trois enfants. 

## Éducation et travaux forestiers
Brinkman a commencé à planter des arbres à l'âge de 15 ans dans des camps d'été  et plus tard pour l'entreprise de ses parents. Il a planté personnellement plus d'un million d'arbres . Il a obtenu un baccalauréat en littérature anglaise de l'Université Simon Fraser et une maîtrise en littérature comparée de l'Université de Victoria, au Canada. Il a étudié l'évolution humaine et la primatologie avec le primatologue Biruté Galdikas. Sa thèse compare les combats de hip-hop freestyle moderne avec Les Contes de Canterbury de Geoffrey Chaucer. 

## Vie privée
Brinkman est marié au Dr Heather Berlin, une neuroscientifique et animatrice de télévision. Ils ont une fille, Hannah, née en 2013, et un fils, Dylan, né en 2016.

## Rap littéraire
Son spectacle « Le rap des Contes de Canterbury » conte les histoires emblématiques de Chaucer ,. Comme de nombreux autres spectacles de Brinkman, il est présenté au Edinburgh Festival Fringe. L'université de Cambridge le parraine dans les écoles secondaires britanniques. Il est également publié en livre de poche illustré par Talon Books en 2006. 
En 2010, « Conteur de rap » est une adaptation hip-hop de Beowulf, de l'Epic of Gilgamesh et du Kalevala finlandais,,. 
En 2011, « Le remix des Contes de Canterbury » est joué au Soho Playhouse à New York . Il combine « Conteur de rap » avec de nouvelles adaptations de Le Conte du marchand, Le Conte du vendeur d'indulgences et Le Conte de la bourgeoise de Bath et est publié en album complet en 2012 . 
Brinkman a appelé son style de rap de fusion du hip-hop et de la littérature classique « Lit Hop » du nom de son album de rap solo de 2006 . 

## Rap scientifique
En 2008, Brinkman écrit « Le guide en rap de l'évolution » à la demande du professeur Mark Pallen, microbiologiste en hommage hip hop à Charles Darwin. Il l'interprète en Grande-Bretagne pour le bicentenaire de Darwin en février 2009. Parce que les paroles ont été vérifiées par des scientifiques, le professeur Pallen le qualifie de « premier rap revu par des pairs ». Brinkman cite Richard Dawkins, David Sloan Wilson, Jared Diamond, Geoffrey Miller et EO Wilson comme l'ayant influencé dans cette écriture.  
En 2009, ce rap remporte un premier prix Fringe du Scotsman pour la meilleure écriture théâtrale lors du.Edinburgh Festival Fringe. En 2010, le Wellcome Trust subventionne Brinkman pour réaliser une série de clips musicaux éducatifs extraits du spectacle pour servir de ressource aux professeurs de biologie . Le spectacle se joue Off-Broadway pendant cinq mois en 2011  ce qui vaut à Brinkman une nomination au Drama Desk Awards 2012 pour une performance solo exceptionnelle. 
«Le guide en rap de l'évolution» remporte le prix Friend of Darwin 2013 du National Education for Science Education . 
Brinkman exécute des extraits de ce rap au Rachel Maddow Show  et au festival de science de Seattle, en compagnie du paléontologue Jack Horne de Jurassic Park et du physicien britannique Stephen Hawking . 
En 2010, Brinkman produit un «hymne rationaliste» appelé «Off That», attaquant diverses formes de pseudoscience ,,. 
Brinkman écrit un rap, « The guide en rap de la Nature humaine » consacré à la psychologie évolutionniste où David Buss, Olivia Judson et David Sloan Wilson commentent le contenu scientifique des paroles de Brinkman . En 2012, le spectacle est adapté en production théâtrale, «Nature ingénieuse», qui se joue Off-Broadway de novembre 2012 à janvier 2013. 
En mars 2012, Brinkman est auteur-compositeur en résidence au National Institute for Mathematical and Biological Synthesis (NIMBioS) de l'Université du Tennesse en compagnie du DJ et producteur de musique Jamie Simmonds.Il publie ensuite «Le groupe d'experts informatique», une collection de chansons hip-hop inspirées de la biologie computationnelle . 
La prochaine pièce de Brinkman, «Le guide en rap de la religion »,est présentée au Edinburgh Festival Fringe 2014, avant d'être jouée Off-Broadway au Soho Playhouse pendant sept mois à compter d'octobre 2014. La production est choisie par Time Out New York  et New York Times Critics, ainsi que nommée au Drama Desk Award 2015 dans la catégorie « Expérience théâtrale unique ». Le spectacle explore les théories de la science cognitive de la religion et promeut le naturalisme religieux, incitant le magazine de l'American Humanist Association à désigner Brinkman comme «le meilleur promoteur de l'athéisme» . 
En 2015, Brinkman est chargé par l'université d'État de l'Arizona et le Dr Randolph Nesse d'écrire et de produire un album intitulé « Le guide en rap de la Medicine», qui communique des thèmes de la médecine évolutionniste. Le Dr Nesse a dit une fois le projet terminé: «C'est incroyable. Je n'aurai pas besoin d'enseigner mon cours, je vais juste demander aux étudiants d'écouter l'album! »  L'album comprend des chansons sur la maladie génétique, la parasitologie, l'évolution somatique du cancer, la théorie de l'inadéquation et la sénescence . 
En 2014 et 2016, Brinkman assiste à la conférence Science of Consciousness à Tucson,en Arizona, et effecte un « Rap Up» c'est-à-dire un résumé quotidien en rap des conférences sur les neurosciences et la philosophie de l'esprit. L'informaticien neuroscientifique Anil Seth lui propose alors de collaborer à un nouveau spectacle, « Le guide de la conscience », sur les neurosciences que Brinkman va présenter en 2017 au Brighton Fringe, au Winnipeg Fringe et au Edinburgh Fringe ,,. Ce spectacle, qui est applaudi par la critique, explore plusieurs théories neurobiologiques de la conscience, notamment la  Théorie globale de l'espace de travailde l'espace de travail, la théorie de l'information intégrée et le  Codage prédictif , ainsi que le zombie philosophique, le libre arbitre, le matérialisme et la mémétique.

## Rap traitant de l'environnement et de l'écologie
Brinkman est mandaté par la Fondation WILD en 2014 pour produire « Le guide en rap de la nature sauvage». L'album propose des chansons sur la biodiversité, l'extinction, la conservation, la perte d'habitat et la cascade trophique ,,,,. 
En 2015, la pièce de Brinkman « Le guide en rap du chaos climatique» est présentée au Edinburgh Fringe ,, puis à la COP21 . Elle passe à Broadway pendant six mois en 2016, avec comme conférenciers Michael E. Mann, Gavin Schmidt, Naomi Oreskes et Bill Nye ,. Ce guide résume la science, la politique et l'économie du réchauffement climatique et plaide pour une taxe carbone mondiale comme étant une partie de la solution . 
En 2016, après l'élection de Donald Trump, Brinkman travaille avec le professeur Gary Yohe de l'Université Wesleyan, contributeur du GIEC et co-récipiendaire avec Al Gore du prix Nobel de la paix 2007, pour produire une nouveau clip intitulé « Erosion », résumant les données de la National Climate Assessment sur les impacts physiques du réchauffement climatique aux États-Unis ,. 

## Comédie scientifique
Brinkman et son épouse, la neuroscientifique Dr. Heather Berlin, sont co-auteurs et jouent dans une émission de variétés scientifique intitulée « Off The Top» au Edinburgh Fringe en 2014, 2015 et 2017. L'émission porte sur les neurosciences de l'improvisation et du rap freestyle ,,. 